# Јесења изложба УЛУС-а (2007)
Јесења изложба УЛУС-а (2007) одржала се у периоду од 18. октобра до 7. новембра 2007. године, у галеријском простору Удружења ликовних уметника Србије, односно у Уметничком павиљону "Цвијета Зузорић".

## Уметнички савет УЛУС-а
- Весна Голубовић
- Срђан Марковић Ђиле
- Данкица Петровска
- Предраг Кочовић
- Срђан Вукајловић
- Миланко Мандић
- Милена Максимовић Ковачевић
- Марко Калезић
- Мирослав Савић

## Жири
- Весна Марковић
- Лепосава Милошевић Сибиновић
- Данкица Петровска
- Бојана Бурић

На овој изложби награђени су уметници Марио Ђиковић и Вјера Дамјановић.

## Излагачи
1. Мира Антонијевић
2. Ристо Антуновић
3. Александра Ацић
4. Бојан Бикић
5. Милан Блануша
6. Радомир Бранисављевић
7. Милена Бошковић Доумнец
8. Ивана Видић
9. Биљана Вуковић
10. Мрко Вукша
11. Зоран Вранешевић
12. Владимир Вељашевић
13. Радмила Граовац
14. Иван Грачнер
15. Оливера Грбић
16. Вјера Дамјановић
17. Лука Дедић
18. Горан Драгаш
19. Горан Десанчић
20. Марио Ђиковић
21. Милош Ђорђевић
22. Петар Ђуза
23. Селма Ђулизаревић
24. Ненад Зељић
25. Оливера Инђић
26. Татјана Јанковић
27. Драгана Јокић
28. Слободан Каштаварац
29. Добривоје Кампарелић
30. Драган Кићовић
31. Јадран Крнајски
32. Мирјана Крстевска
33. Радован Кузмановић
34. Весна Кнежевић
35. Марија Кнежевић
36. Зоран Кричка
37. Велизар Крстић
38. Јелена Крстић
39. Ранка Дучић-Јанковић
40. Предраг Дојаница
41. Душан Марковић
42. Јелена Марковић
43. Срђан Ђиле Марковић
44. Владимир Маркоски
45. Наташа Марковић Будимлија
46. Александар Младеновић Лека
47. Лепосава Милошевић Сибиновић
48. Весна Милуновић
49. Ружица Митровић
50. Александра Остић
51. Татјана Пајевић
52. Зоран Пантелић
53. Јосипа Пашћан
54. Димитрије Пецић
55. Рајко Попивода
56. Биљана Поповић
57. Миливој Павловић
58. Мирослав Павловић
59. Миодраг Петровић
60. Слободан Радојковић
61. Симонида Радоњић
62. Драган Ристић
63. Кристина Ристић
64. Звонимир Сантрач
65. Рада Селаковић
66. Милица Стевановић
67. Радош Стевановић
68. Биљана Стаменић
69. Радомир Станчић
70. Љиљана Стојановић
71. Небојша Стојковић
72. Милан Сташевић
73. Слободанка Ступар
74. Милан Тепавац
75. Нина Тодоровић
76. Станка Тодоровић
77. Томислав Тодоровић
78. Мирољуб Филиповић
79. Даниела Фулгоси
80. Саво Халугин
81. Горица Цицмил
82. Александра Ћосић
83. Зоран Чалија
84. Никола Џафо
85. Јелена Шалинић
86. Биљана Шево
87. Владислав Шћепановић